# San Francisco de las Flores
San Francisco de las Flores är en ort i Mexiko.   Den ligger i kommunen Santos Reyes Yucuná och delstaten Oaxaca, i den sydöstra delen av landet, 220 km sydost om huvudstaden Mexico City. San Francisco de las Flores ligger 1 749 meter över havet och antalet invånare är 162.
Terrängen runt San Francisco de las Flores är kuperad. Runt San Francisco de las Flores är det glesbefolkat, med 18 invånare per kvadratkilometer. Närmaste större samhälle är Mariscala de Juárez, 14,8 km nordväst om San Francisco de las Flores. I omgivningarna runt San Francisco de las Flores växer huvudsakligen savannskog.